# Uzemain
Uzemain là một xã ở tỉnh Vosges, vùng Grand Est, Pháp. Xã này có diện tích 27,3 kilômét vuông dân số năm 1999 là 1043 người. Xã này nằm ở khu vực có độ cao trung bình 317 m trên mực nước biển. 
Người dân địa phương danh xưng tiếng Pháp là Manuziens.